# Innovarum
Innovarum es una consultora técnica de innovación para el sector agroalimentario y de la bioeconomía. Su actividad se centra en el desarrollo de proyectos bajo Programas Marco Europeos, como FP7, Horizonte 2020 y Horizonte Europa. La compañía es pionera en la obtención de financiación en proyectos europeos, escritura de propuestas y actividades de diseminación y comunicación.

## Historia
Innovarum fue fundada en 2013 por Maya Hernando e Irene Paredes, dos Ingenieras Agrícolas españolas tituladas en la Universidad Politécnica de Madrid. En sus inicios, debido a la revolución agrotecnológica de los años 2010, desarrollaron proyectos que implementaban nuevos modelos de negocio de economía circular y bioeconomía.
A causa de su éxito, recibieron en 2016 el premio Jóvenes Emprendedores del Instituto Nacional de Juventud (INJUVE). Posteriormente, han seguido creciendo hasta situarse como una empresa referente en su sector.

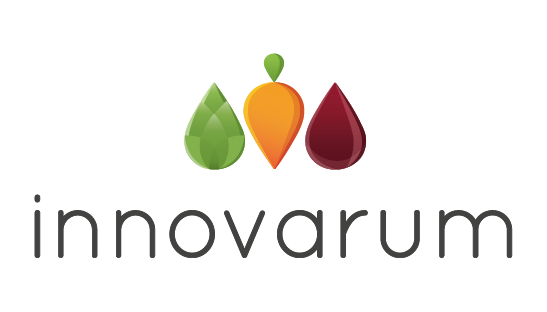
Innovarum logo

## Proyectos
Innovarum ha participado en más de 40 proyectos europeos bajo distintos marcos. Algunos de estos son: 
- BIOFRUITNET
- BIOSCHAMP
- CHEERS
- COOPID
- LIKE-A-PRO
- MainstreamBIO
- MUSSELPRO
- NEOSUCCESS
- OLEAF4VALUE
- OrganicClimateNet
- SISTERS